# Ligue 1 2015/16
Die Ligue 1 2015/16 war die 78. Spielzeit in der höchsten französischen Fußball-Spielklasse der Herren.
Als Titelverteidiger startete Paris Saint-Germain in die Saison, amtierender Pokalsieger waren ebenfalls die Pariser. Der SCO Angers, Gazélec FC Ajaccio und ES Troyes AC sicherten sich den Aufstieg in die höchste Spielklasse und ersetzten die drei Absteiger FC Évian Thonon Gaillard, FC Metz und RC Lens.
Die Meisterschaft startete am 7. August 2015 und endete am 14. Mai 2016. Bereits nach 30 von 38 Spieltagen stand Paris Saint-Germain als Meister fest.
Insgesamt nahmen 20 Mannschaften an der Meisterschaft teil, wovon 17 bereits in der letzten Saison in der Ligue 1 spielten.

## Teams
| Verein              | Stadt         | Stadion                                 | Kapazität       | Trainer             |
| ------------------- | ------------- | --------------------------------------- | --------------- | ------------------- |
| AS Monaco           | Monaco        | Stade Louis II                          | 18.500          | Leonardo Jardim     |
| AS Saint-Étienne    | Saint-Étienne | Stade Geoffroy-Guichard                 | 42.000          | Christophe Galtier  |
| EA Guingamp         | Guingamp      | Stade de Roudourou                      | 18.400          | Jocelyn Gourvennec  |
| ES Troyes AC        | Troyes        | Stade de l’Aube                         | 21.877          | Jean-Marc Furlan    |
| FC Lorient          | Lorient       | Stade du Moustoir                       | 18.500          | Sylvain Ripoll      |
| FC Nantes           | Nantes        | Stade Louis-Fonteneau                   | 38.300          | Michel Der Zakarian |
| FC Toulouse         | Toulouse      | Stadium Municipal                       | 35.600          | Dominique Arribagé  |
| Gazélec FC Ajaccio  | Ajaccio       | Stade Ange Casanova                     | 06.000          | Thierry Laurey      |
| Girondins Bordeaux  | Bordeaux      | Stade Matmut-Atlantique                 | 42.052          | Willy Sagnol        |
| HSC Montpellier     | Montpellier   | Stade de la Mosson                      | 33.000          | Rolland Courbis     |
| OGC Nizza           | Nizza         | Allianz Riviera                         | 35.600          | Claude Puel         |
| Olympique Lyon      | Lyon          | Parc Olympique Lyonnais / Stade Gerland | 59.286 / 41.800 | Hubert Fournier     |
| Olympique Marseille | Marseille     | Stade Vélodrome                         | 67.400          | Franck Passi        |
| OSC Lille           | Lille         | Stade Pierre-Mauroy                     | 50.200          | Hervé Renard        |
| Paris Saint-Germain | Paris         | Parc des Princes                        | 48.500          | Laurent Blanc       |
| SC Bastia           | Bastia        | Stade Armand Cesari                     | 17.000          | Ghislain Printant   |
| SCO Angers          | Angers        | Stade Jean-Bouin                        | 18.000          | Stéphane Moulin     |
| SM Caen             | Caen          | Stade Michel-d’Ornano                   | 21.200          | Patrice Garande     |
| Stade Reims         | Reims         | Stade Auguste-Delaune                   | 21.600          | Olivier Guégan      |
| Stade Rennes        | Rennes        | Roazhon Park                            | 29.800          | Philippe Montanier  |

## Abschlusstabelle
| Pl. | Verein                        | Sp. | S  | U  | N  | Tore    | Diff. | Punkte |
| --- | ----------------------------- | --- | -- | -- | -- | ------- | ----- | ------ |
| 1.  | Paris Saint-Germain (M, P, L) | 38  | 30 | 6  | 2  | 102:190 | +83   | 96     |
| 2.  | Olympique Lyon                | 38  | 19 | 8  | 11 | 067:430 | +24   | 65     |
| 3.  | AS Monaco                     | 38  | 17 | 14 | 7  | 057:500 | +7    | 65     |
| 4.  | OGC Nizza                     | 38  | 18 | 9  | 11 | 058:410 | +17   | 63     |
| 5.  | OSC Lille                     | 38  | 15 | 15 | 8  | 039:270 | +12   | 60     |
| 6.  | AS Saint-Étienne              | 38  | 17 | 7  | 14 | 042:370 | +5    | 58     |
| 7.  | SM Caen                       | 38  | 16 | 6  | 16 | 039:520 | −13   | 54     |
| 8.  | Stade Rennes                  | 38  | 13 | 13 | 12 | 052:540 | −2    | 52     |
| 9.  | SCO Angers (N)                | 38  | 13 | 11 | 14 | 040:380 | +2    | 50     |
| 10. | SC Bastia                     | 38  | 14 | 8  | 16 | 036:420 | −6    | 50     |
| 11. | Girondins Bordeaux            | 38  | 12 | 14 | 12 | 050:570 | −7    | 50     |
| 12. | HSC Montpellier               | 38  | 14 | 7  | 17 | 049:470 | +2    | 49     |
| 13. | Olympique Marseille           | 38  | 10 | 18 | 10 | 048:420 | +6    | 48     |
| 14. | FC Nantes                     | 38  | 12 | 12 | 14 | 033:440 | −11   | 48     |
| 15. | FC Lorient                    | 38  | 11 | 13 | 14 | 047:580 | −11   | 46     |
| 16. | EA Guingamp                   | 38  | 11 | 11 | 16 | 047:560 | −9    | 44     |
| 17. | FC Toulouse                   | 38  | 9  | 13 | 16 | 045:550 | −10   | 40     |
| 18. | Stade Reims                   | 38  | 10 | 9  | 19 | 044:570 | −13   | 39     |
| 19. | Gazélec FC Ajaccio (N)        | 38  | 8  | 13 | 17 | 037:580 | −21   | 37     |
| 20. | ES Troyes AC (N)              | 38  | 3  | 9  | 26 | 028:830 | −55   | 18     |

Platzierungskriterien: 1. Punkte – 2. Tordifferenz – 3. geschossene Tore

| (M) | amtierender französischer Meister     |
| (P) | amtierender französischer Pokalsieger |
| (L) | amtierender Ligapokalsieger           |
| (N) | Neuaufsteiger aus der Ligue 2 2014/15 |

## Kreuztabelle
Die Kreuztabelle stellt die Ergebnisse aller Spiele dieser Saison dar. Die Heimmannschaft ist in der linken Spalte aufgelistet und die Gastmannschaft in der obersten Reihe.
| 2015/16             |     | Olympique Lyon | AS Monaco | Olympique Marseille | AS Saint-Étienne | Girondins Bordeaux | HSC Montpellier | OSC Lille | Stade Rennes | EA Guingamp |     | SC Bastia | SM Caen | FC Nantes | Stade Reims | FC Lorient | FC Toulouse | ES Troyes AC | SCO Angers | Gazélec FC Ajaccio |
| ------------------- | --- | -------------- | --------- | ------------------- | ---------------- | ------------------ | --------------- | --------- | ------------ | ----------- | --- | --------- | ------- | --------- | ----------- | ---------- | ----------- | ------------ | ---------- | ------------------ |
| Paris Saint-Germain |     | 5:1            | 0:2       | 2:1                 | 4:1              | 2:2                | 0:0             | 0:0       | 4:0          | 3:0         | 4:1 | 2:0       | 6:0     | 4:0       | 4:1         | 3:1        | 5:0         | 4:1          | 5:1        | 2:0                |
| Olympique Lyon      | 2:1 |                | 6:1       | 1:1                 | 3:0              | 3:0                | 2:4             | 0:0       | 1:2          | 5:1         | 1:1 | 2:0       | 4:1     | 2:0       | 1:0         | 0:0        | 3:0         | 4:1          | 0:2        | 2:1                |
| AS Monaco           | 0:3 | 1:1            |           | 2:1                 | 1:0              | 1:2                | 2:0             | 0:0       | 1:1          | 3:2         | 1:0 | 2:0       | 1:1     | 1:0       | 2:2         | 2:3        | 4:0         | 3:1          | 1:0        | 2:2                |
| Olympique Marseille | 1:2 | 1:1            | 3:3       |                     | 1:1              | 0:0                | 2:2             | 1:1       | 2:5          | 0:0         | 0:1 | 4:1       | 0:1     | 1:1       | 1:0         | 1:1        | 1:1         | 6:0          | 1:2        | 1:1                |
| AS Saint-Étienne    | 0:2 | 1:0            | 1:1       | 0:2                 |                  | 1:1                | 3:0             | 0:1       | 1:1          | 3:0         | 1:4 | 2:1       | 1:2     | 2:0       | 3:0         | 2:0        | 0:0         | 1:0          | 1:0        | 2:0                |
| Girondins Bordeaux  | 1:1 | 3:1            | 3:1       | 1:1                 | 1:4              |                    | 0:0             | 1:0       | 4:0          | 1:0         | 0:0 | 1:1       | 1:4     | 2:0       | 1:2         | 3:0        | 1:1         | 1:0          | 1:3        | 1:1                |
| HSC Montpellier     | 0:1 | 0:2            | 2:3       | 0:1                 | 1:2              | 0:1                |                 | 3:0       | 2:0          | 2:1         | 0:2 | 2:0       | 1:2     | 2:1       | 3:1         | 2:1        | 2:0         | 4:1          | 0:2        | 0:2                |
| OSC Lille           | 0:1 | 1:0            | 4:1       | 1:2                 | 1:0              | 0:0                | 2:0             |           | 1:1          | 0:0         | 1:1 | 1:1       | 1:0     | 0:1       | 2:0         | 3:0        | 1:0         | 1:3          | 0:0        | 1:0                |
| Stade Rennes        | 0:1 | 2:2            | 1:1       | 0:1                 | 0:1              | 2:2                | 1:0             | 1:1       |              | 0:3         | 1:4 | 1:2       | 1:1     | 4:1       | 3:1         | 2:2        | 3:1         | 1:1          | 1:0        | 1:0                |
| EA Guingamp         | 0:2 | 0:1            | 3:3       | 2:0                 | 2:0              | 2:4                | 2:2             | 1:1       | 0:2          |             | 2:3 | 1:0       | 1:1     | 2:2       | 1:2         | 2:2        | 2:0         | 4:0          | 2:2        | 2:1                |
| OGC Nizza           | 0:3 | 3:0            | 1:2       | 1:1                 | 2:0              | 6:1                | 1:0             | 0:0       | 3:0          | 0:1         |     | 0:2       | 2:1     | 1:2       | 2:0         | 2:1        | 1:0         | 2:1          | 2:1        | 3:0                |
| SC Bastia           | 0:2 | 1:0            | 1:2       | 2:1                 | 0:1              | 1:0                | 1:0             | 1:2       | 2:1          | 3:0         | 1:3 |           | 1:0     | 0:0       | 2:0         | 0:0        | 3:0         | 2:0          | 1:0        | 1:2                |
| SM Caen             | 0:3 | 0:4            | 2:2       | 1:3                 | 1:0              | 1:0                | 2:1             | 1:2       | 1:0          | 2:1         | 2:0 | 0:0       |         | 0:2       | 0:2         | 1:2        | 1:0         | 2:1          | 0:0        | 2:0                |
| FC Nantes           | 1:4 | 0:0            | 0:0       | 0:1                 | 2:1              | 2:2                | 0:2             | 0:3       | 0:2          | 1:0         | 1:0 | 0:0       | 1:2     |           | 1:0         | 2:1        | 1:1         | 3:0          | 2:0        | 3:1                |
| Stade Reims         | 1:1 | 4:1            | 0:1       | 1:0                 | 1:1              | 4:1                | 2:3             | 1:0       | 2:2          | 0:1         | 1:1 | 0:1       | 0:1     | 2:1       |             | 4:1        | 1:3         | 1:1          | 2:1        | 1:2                |
| FC Lorient          | 1:2 | 1:3            | 0:2       | 1:1                 | 0:1              | 3:2                | 1:1             | 0:1       | 1:1          | 4:3         | 0:0 | 1:1       | 2:0     | 0:0       | 2:0         |            | 1:1         | 4:1          | 3:1        | 1:0                |
| FC Toulouse         | 0:1 | 2:3            | 1:1       | 1:1                 | 2:1              | 4:0                | 1:1             | 1:1       | 1:2          | 1:2         | 2:0 | 4:0       | 2:0     | 0:0       | 2:2         | 2:3        |             | 1:0          | 1:2        | 1:1                |
| ES Troyes AC        | 0:9 | 0:1            | 0:0       | 1:1                 | 0:1              | 2:4                | 0:0             | 1:1       | 2:4          | 0:1         | 3:3 | 1:1       | 1:3     | 0:1       | 2:1         | 0:1        | 0:3         |              | 0:1        | 0:0                |
| SCO Angers          | 0:0 | 0:3            | 3:0       | 0:1                 | 0:0              | 1:1                | 2:3             | 2:0       | 0:2          | 0:0         | 1:1 | 1:0       | 2:0     | 0:0       | 0:0         | 5:1        | 2:3         | 1:0          |            | 0:0                |
| Gazélec FC Ajaccio  | 0:4 | 2:1            | 0:1       | 1:1                 | 0:2              | 2:0                | 0:4             | 2:4       | 1:1          | 0:0         | 3:1 | 3:2       | 1:0     | 1:1       | 2:2         | 1:1        | 2:2         | 2:3          | 0:2        |                    |

## Meistermannschaft
| Paris St. Germain   | |
| Paris Saint-Germain | - Tor: Kevin Trapp (35/-); Salvatore Sirigu (3/-); Nicolas Douchez (1/-) - Abwehr: Thiago Silva (32/1); Marquinhos (29/1); Maxwell (28/3); David Luiz (25/1); Serge Aurier (21/2); Gregory van der Wiel (17/2); Layvin Kurzawa (16/3); Presnel Kimpembe (6/-); Kévin Rimane (1/-) - Mittelfeld: Lucas Moura (36/9); Thiago Motta (32/1); Blaise Matuidi (31/4); Ángel Di María (29/10); Benjamin Stambouli (27/-); Adrien Rabiot (24/1); Marco Verratti (18/-); Javier Pastore (16/2); Christopher Nkunku (5/-) - Sturm: Edinson Cavani (32/19); Zlatan Ibrahimović (31/38); Jean-Kévin Augustin (13/1); Hervin Ongenda (5/1); Timothée Taufflieb (1/-) - Trainer: Laurent Blanc |

* Ezequiel Lavezzi (16/2) hat den Verein während der Saison verlassen.

## Saisonstatistiken

### Torschützenliste
| Pl. | Spieler             | Mannschaft          | Tore |
| --- | ------------------- | ------------------- | ---- |
| 01. | Zlatan Ibrahimović  | Paris Saint-Germain | 38   |
| 02. | Alexandre Lacazette | Olympique Lyon      | 21   |
| 03. | Edinson Cavani      | Paris Saint-Germain | 19   |
| 04. | Hatem Ben Arfa      | OGC Nizza           | 17   |
| 04. | Michy Batshuayi     | Olympique Marseille | 17   |
| 04. | Wissam Ben Yedder   | FC Toulouse         | 17   |

### Torvorlagengeberliste
Bei gleicher Anzahl von Torvorlagen sind die Spieler alphabetisch nach Nachnamen bzw. Künstlernamen sortiert.
| Pl. | Name                  | Mannschaft            | Vorlagen |
| --- | --------------------- | --------------------- | -------- |
| 01. | Angel Di Maria        | Paris Saint-Germain   | 018      |
| 02. | Zlatan Ibrahimovic    | Paris Saint-Germain   | 013      |
| 03. | Ryad Boudebouz        | HSC Montpellier       | 012      |
| 04. | Nicolas de Préville   | Stade Reims           | 09       |
| 05. | Nabil Dirar           | AS Monaco             | 08       |
| 05. | Billy Ketkeophomphone | SCO Angers            | 08       |
| 07. | Jimmy Briand          | EA Guingamp           | 07       |
| 07. | Rachid Ghezzal        | Olympique Lyon        | 07       |
| 07. | Wahbi Khazri          | Girondins de Bordeaux | 07       |